# Baltrum
Baltrum is een waddeneiland en tevens een gemeente in de Duitse deelstaat Nedersaksen. Baltrum maakt deel uit van de Landkreis Aurich.

## Geografie
Baltrum is het middelste en tevens het kleinste van de zeven bewoonde Oost-Friese Waddeneilanden en ligt tussen de eilanden Norderney en Langeoog, waarvan het door respectievelijk de Wichter Ee en de Accumer Ee is gescheiden. Het eiland is ongeveer 6,5 vierkante km groot, 5 km lang en 1 km breed. Baltrum telt 599 inwoners. Het landschap op Baltrum is gevormd uit het poolwoestijnzand van de laatste ijstijd. Op de zandbanken ontstonden duinen, en achter die duinen konden zich kleigronden vormen. Palenrijen en basaltblokken beschermen de kustlijn tegen afkalving. Een van de oudste gebouwen op het eiland is de Oude Eilandkerk. De hoogste duintop is 19,3 meter.

## Politiek
Het eiland heeft een gemeenteraad met acht gekozen leden. Bij de laatste raadsverkiezingen in 2016 werd de CDU met vier zetels de grootste partij. De Wählergemeinschaft Gemeinsam für Baltrum heeft drie zetels in de raad en de Wählergemeinschaft Baltrum 21 één zetel.
De laatste burgemeesterverkiezing was in 2013. Gekozen werd de partijloze Berthold Tuitjer.

## Economie en infrastructuur
Baltrum is autovrij en is per veerboot in ongeveer een 30 minuten te bereiken vanuit Neßmersiel. Ook heeft het een vliegveld. Tussen 1949 en 1985 was er een spoorlijntje in bedrijf op het eiland. Er zijn twee nederzettingen: Westdorf en Ostdorf.

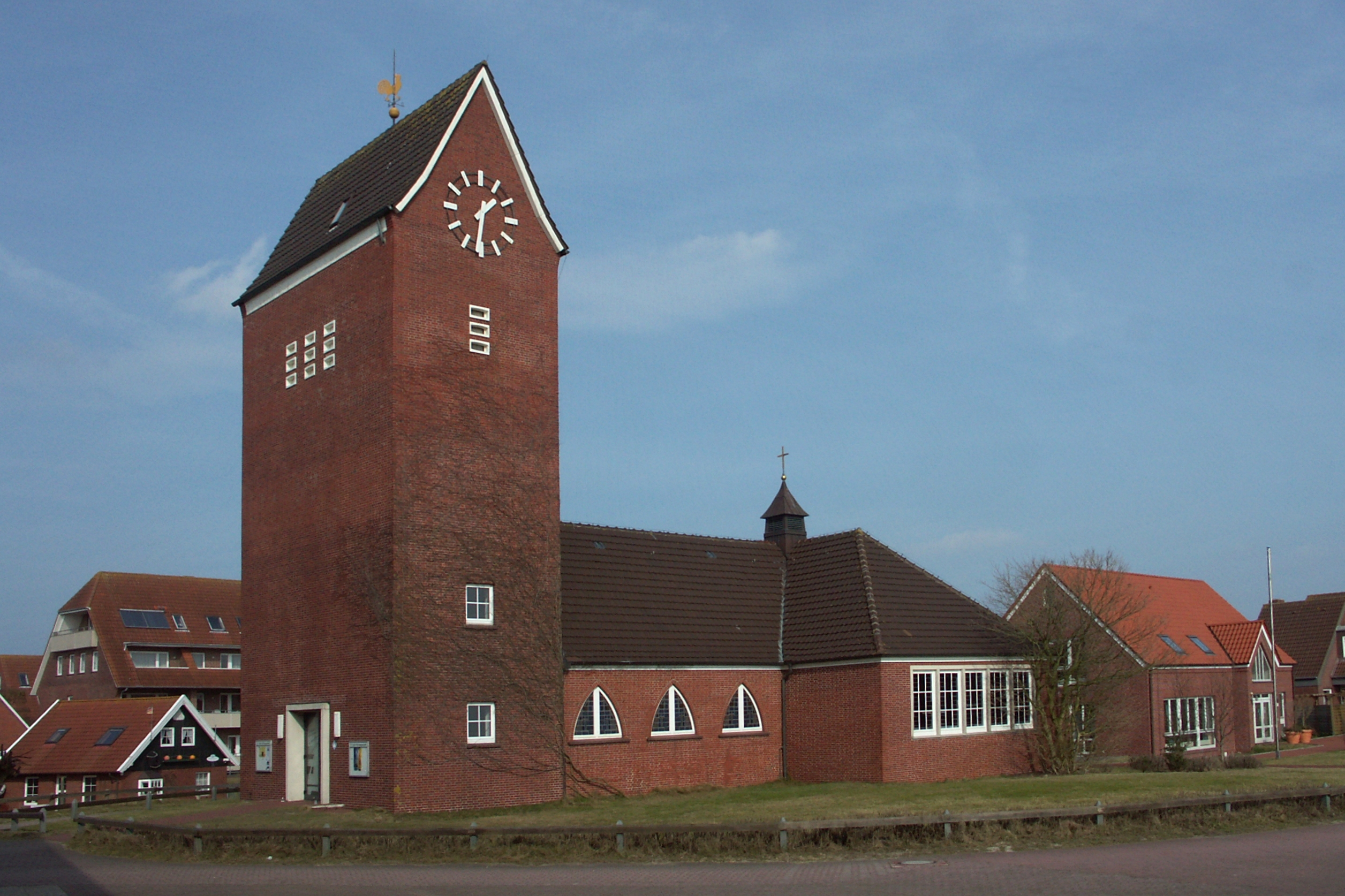
Baltrum, Evangelische kerk (2009)
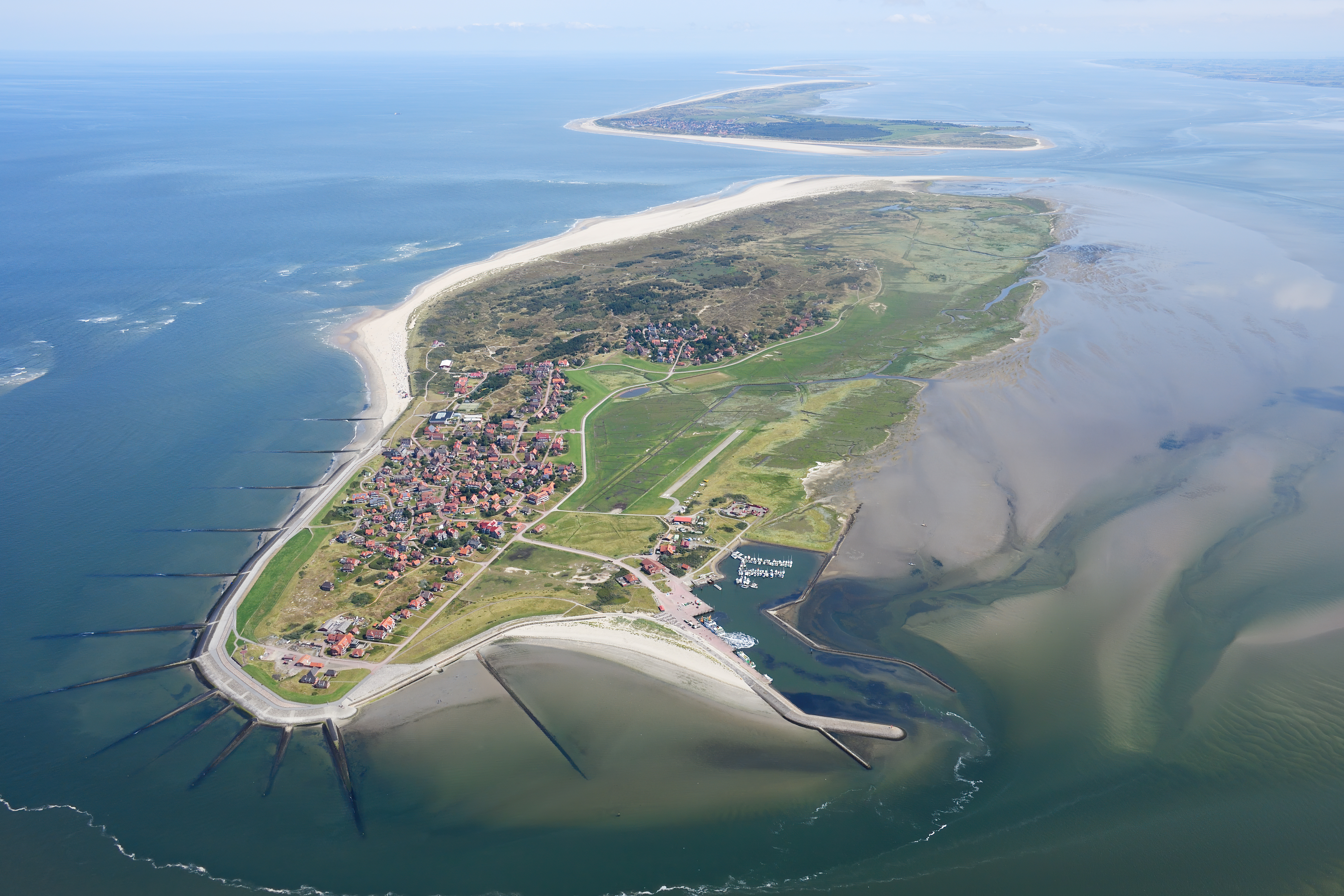
Luchtfoto
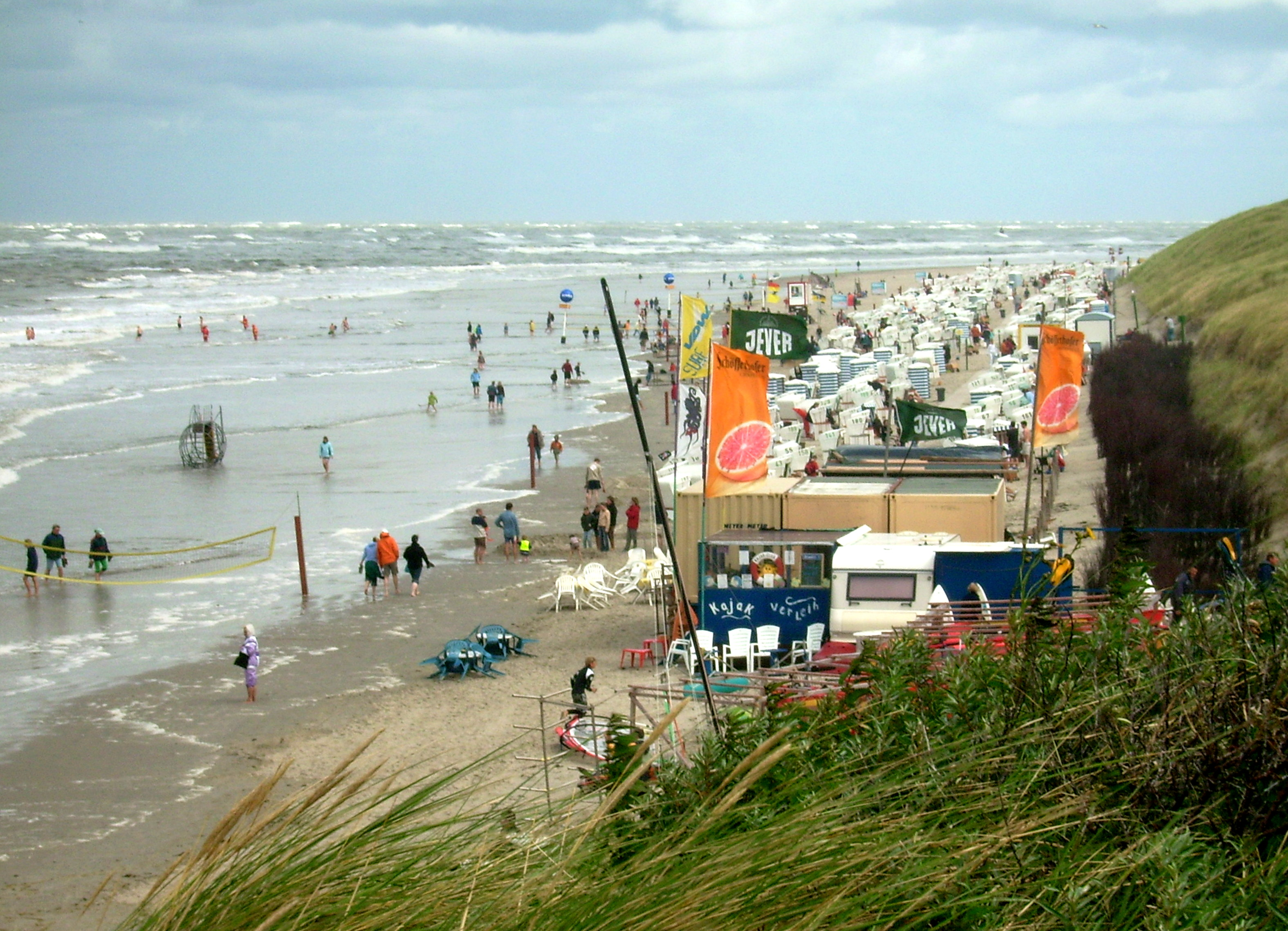
Strand
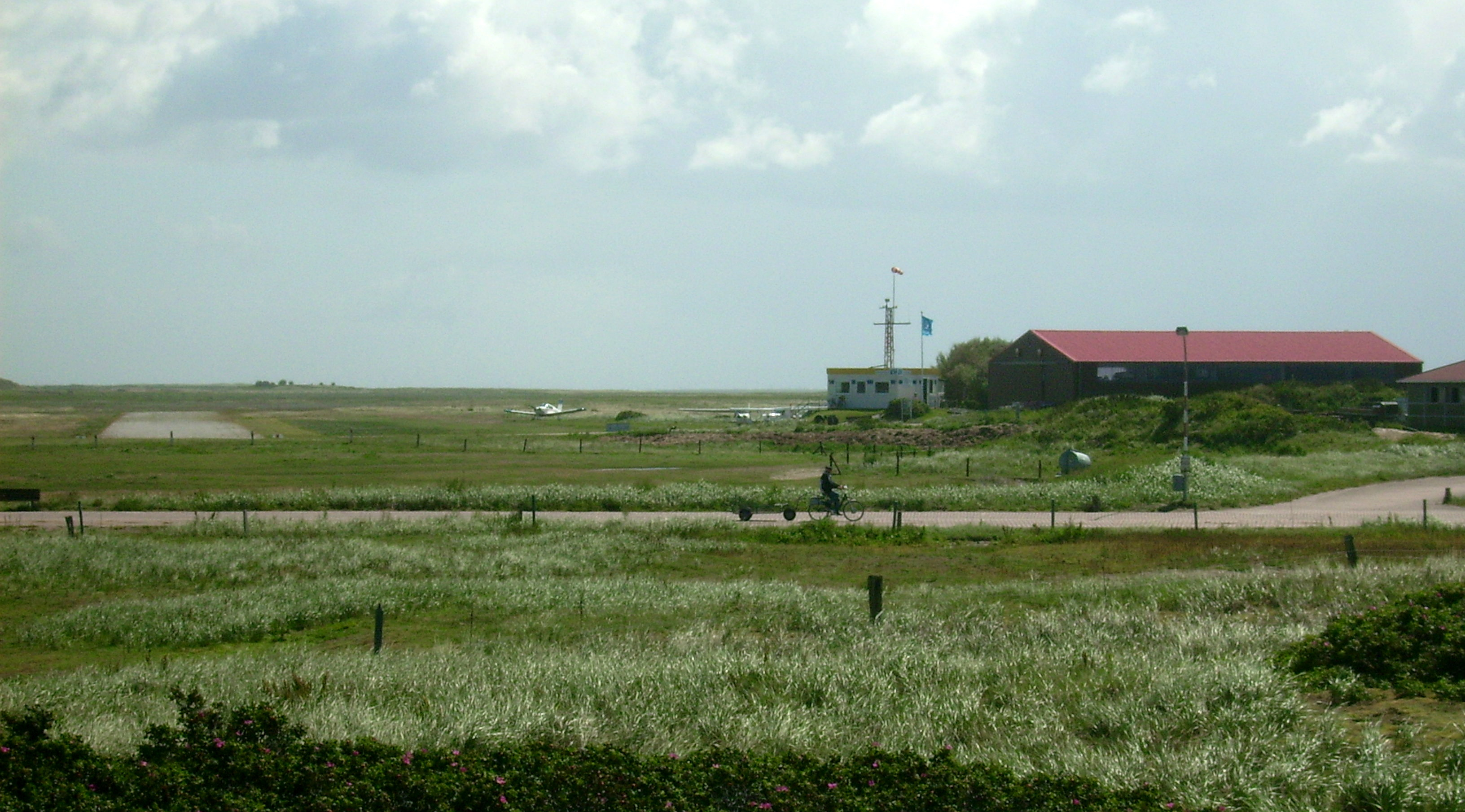
Vliegveld